# دستور واژه‌بنیاد
دستور واژه‌بنیاد، یک نظریه زبان‌شناختی است که توسط زبان‌شناس بریتانیایی، ریچارد هادسن، در دهه ۱۹۸۰ ارائه شد. این نظریه با تأکید بر کلمات به‌عنوان واحدهای اصلی تحلیل و با استفاده از روابط وابستگی مستقیم میان آن‌ها، زبان را به‌عنوان شبکه‌ای از دانش زبانی توصیف می‌کند. دستور واژه‌بنیاد در برابر مدل‌های سنتی مانند دستور ساختار عبارتی، ساختار جمله را به‌عنوان مجموعه‌ای از روابط بین واژه‌ها و شبکه‌ای شناختی توصیف می‌کند.

## اصول و مفاهیم کلیدی در دستور واژه‌بنیاد

### چارچوب وابستگی
در دستور واژه‌بنیاد، ساختار جمله‌ها با استفاده از چارچوب وابستگی تحلیل می‌شود. برخلاف دستورهای مبتنی بر ساختار درختی، هر کلمه مستقیماً به کلمات دیگر وابسته است و نیازی به تقسیم جمله به عبارات میانی ندارد. برای مثال، در جمله «سگ گربه را دنبال کرد»، فعل «دنبال کرد» به‌عنوان سر نحوی کلمات «سگ» و «گربه» عمل می‌کند.

### مدل شبکه شناختی
دستور واژه‌بنیاد از یک مدل شبکه‌ای برای ذخیره دانش زبانی استفاده می‌کند. در این مدل، هر واژه و مفهوم به‌عنوان یک گره در شبکه‌ای از روابط زبانی شناخته می‌شود. این شبکه انعطاف‌پذیر و پویاست و به جای اتکا به قوانین انتزاعی و رسمی، بر دانش و تجربیات زبانی فرد استوار است.

### سلسله مراتب ارث‌بری و پیش‌فرض‌ها
هادسن به منظور تسهیل درک ویژگی‌های زبانی، از سلسله مراتب ارث‌بری استفاده می‌کند. هر واژه ویژگی‌های خود را از دسته‌های کلی‌تر به ارث می‌برد. برای نمونه، افعال معمولاً فاعل و مفعول می‌پذیرند، اما افعال بی‌قاعده یا خاص می‌توانند این ویژگی‌ها را نادیده بگیرند و به‌صورت استثنا رفتار کنند.

### ماژولار بودن و پیوندهای درونی
دستور واژه‌بنیاد بر اساس رویکرد ماژولار است؛ یعنی هر کلمه دارای پیوندهایی برای ویژگی‌های نحوی، معنایی و صوتی است که به یکدیگر متصل می‌شوند. این پیوندها ساختار زبانی را با ترکیب سطوح مختلف مانند نحو، صرف و معناشناسی منعکس می‌کنند و تعامل میان این سطوح را مدل‌سازی می‌کنند.

## پیشینه و توسعه نظریه
ریچارد هادسن این نظریه را به‌عنوان جایگزینی شناختی برای مدل‌های ساختار عبارتی سنتی توسعه داد و تأکید داشت که زبان بخشی از دانش عمومی انسان است. او بر پایه اصول زبان‌شناسی شناختی و روان‌شناسی شناختی نظریه خود را گسترش داد و معتقد بود که شبکه‌های زبانی مانند شبکه‌های شناختی عمومی انسان عمل می‌کنند.

## ساختارهای بنیادی در دستور واژه‌بنیاد

### گره‌ها و پیوندها
دانش زبانی در این نظریه به‌عنوان شبکه‌ای از گره‌ها (نمایانگر کلمات و مفاهیم) و پیوندها (روابط نحوی و معنایی) درک می‌شود. این ساختار امکان تحلیل‌های پیچیده و انعطاف‌پذیرتر از جمله روابط چندمعنایی را فراهم می‌کند.

### وابستگی‌ها
وابستگی‌های نحوی در این نظریه به‌عنوان پیوندهای مستقیم بین کلمات عمل می‌کنند. برای مثال، در جمله «او کتاب می‌خواند»، فعل «می‌خواند» به عنوان سر نحوی برای کلمات «او» و «کتاب» عمل می‌کند.

### دسته‌بندی‌های واژگانی و نمونه‌های اولیه
در این نظریه، دسته‌بندی‌های واژگانی بر اساس نمونه‌های اولیه سازمان‌دهی می‌شوند. به عنوان مثال، «پرنده» ممکن است به‌عنوان نمونه‌ای از اسم‌ها در دسته خود عمل کند و اعضای دیگر ویژگی‌های مشابه این نمونه را داشته باشند.

### تحلیل چندسطحی
دستور واژه‌بنیاد امکان تحلیل چندسطحی زبان را فراهم می‌کند، به‌طوری که هر سطح زبانی مانند نحو، صرف و معناشناسی می‌تواند به‌طور همزمان مورد مطالعه قرار گیرد.

## کاربردهای دستور واژه‌بنیاد در زبان‌شناسی

### نحو و روابط وابستگی
این نظریه با استفاده از چارچوب وابستگی، ساختار نحوی را بدون نیاز به عبارات میانی تحلیل می‌کند. این روش برای تحلیل جملات پیچیده، هم‌پایه‌سازی، و جملات تو در تو نیز مفید است.

### پردازش شناختی و معناشناختی
مدل شبکه‌ای دستور واژه‌بنیاد، برای درک پردازش‌های شناختی مانند چندمعنایی کارآمد است. به عنوان مثال، واژه «بانک» ممکن است دو گره معنایی «موسسه مالی» و «کنار رودخانه» را نمایندگی کند.

## جایگاه دستور واژه‌بنیاد در زبان‌شناسی شناختی
دستور واژه‌بنیاد با اصول زبان‌شناسی شناختی همخوانی دارد و زبان را به‌عنوان بخشی از دانش عمومی انسان و نه یک قوه مستقل بررسی می‌کند. این رویکرد دستور واژه‌بنیاد را از نظریه‌هایی مانند دستور جهانی، که بر ذاتی بودن زبان تأکید دارند، متمایز می‌کند.